# Sérgio Mendes
Sérgio Santos Mendes, brazilski glasbenik, * 11. februar 1941, Rio de Janeiro, Brazilija, † 5. september 2024, Los Angeles, Kalifornija, Združene države Amerike.
Mendes, brazilski glasbenik, je bil znan predvsem v ZDA, kjer so bili posneti njegovi albumi in kjer je potekala večina njegovih turnej. Njegova kariera se je začela s svetovnimi uspešnicami njegove skupine Brasil '66. Ima več kot 55 izdaj in je znan po igranju bossa nove, ki se pogosto križa s funkom. Leta 2012 je bil nominiran za oskarja za najboljšo izvirno pesem kot soavtor pesmi Real in Rio iz animiranega filma Rio.
Mendes je bil poročen z Gracinho Leporace, ki je z njim nastopala od zgodnjih 1970-ih. Mendes je skozi leta sodeloval s številnimi umetniki, vključno z Black Eyed Peas, s katerimi je leta 2006 ponovno posnel različico svoje prelomne uspešnice Mas que Nada.

## Življenjepis

### Zgodnja kariera
Mendes je bil rojen v Niteróiju v Braziliji kot sin zdravnika. Obiskoval je lokalni konservatorij z upanjem, da bo postal klasični pianist. Ko se je njegovo zanimanje za jazz povečalo, je začel igrati v nočnih klubih v poznih 1950-ih, ravno ko se je pojavila bossa nova, na jazz nagnjena izpeljanka sambe. Mendes je igral z Antôniom Carlosom Jobimom (ki velja za mentorja) in številnimi ameriškimi jazz glasbeniki, ki so bili na turneji po Braziliji.
Mendes je ustanovil Sexteto Bossa Rio in posnel Dance Moderno leta 1961. Na turneji po Evropi in Združenih državah je Mendes posnel albume s Cannonball Adderleyjem in Herbiejem Mannom ter igral v Carnegie Hallu. Mendes se je leta 1964 preselil v ZDA in izdal dva albuma pod imenom skupine Sergio Mendes & Brasil '65 pri založbah Capitol Records in Atlantic Records.
Mendes je postal polnopravni partner z Richardom Adlerjem, Američanom, rojenim v Brooklynu, ki je leta 1963 pripeljal Bossa Trés in dva plesalca, Joeja Bennetta in brazilskega partnerja, da sta nastopila v oddaji The Ed Sullivan Show leta 1963. Spremljal ga je tudi Jobim; Flavio Ramos in Aloísio de Oliveira, glasbeni in televizijski producent iz Ria, ki je bil nekoč član spremljevalne skupine Carmen Miranda Bando da Lua. Zveza glasbenikov je tej skupini dovolila samo nastop v eni televizijski oddaji in en klubski nastop (Basin Street East), preden ji je ukazala, naj zapusti ZDA. Ko je bila ustanovljena nova skupina Brasil '65, so Shelly Manne, Bud Shank in drugi glasbeniki z zahodne obale spravili Mendesa in ostale v lokalno zvezo glasbenikov. Adler in Mendes sta ustanovila Brasil '65, ki sta ga sestavljali Wanda Sá in Rosinha de Valença ter Sergio Mendes Trio. Skupina je posnela albume za Atlantic in Capitol.

### Brasil '66
Vsi Mendesovi jazz albumi za Atlantic Records, preko Nesuhija in Ahmeta Erteguna, so imeli slabo prodajo. Richard Adler je predlagal, da Mendes in skupina pojejo v angleščini in portugalščini, kot je zahteval Mendes, Adler pa je iskal nov angleški material, kot je Goin' Out of My Head Teddyja Randazza in Bobbyja Weinsteina. Da bi te pesmi pravilno zapeli v angleščini, je Adler predlagal skupini, naj poišče dve ameriški pevki, ki bi peli v angleščini in portugalščini. Adler je poklical svojega prijatelja Jerryja Dennona in ustanovitelja A&M Records Herba Alperta in Jerryja Mossa ter se dogovoril za avdicijo za Mendesovo novo skupino, ki so jo poimenovali Brasil '66. Alpert in Moss sta Mendesa in njegovo skupino podpisala z A&M Records. Adler je nato odšel do bratov Ertegun pri založbi Atlantic Records in si prizadeval, da bi Mendesa odpustili od njegove pogodbe za Atlantic Jazz. Ahmet se je strinjal, da mu dovoli snemanje albumov pod imenom Sergio Mendes and Brasil '66 z A&M. Mendesa ni bilo na tem sestanku, le Adler in Ahmet Ertegun. Alpert je prevzel vlogo producenta za albume A&M in skupina je postala velika uspešnica s svojim prvim singlom, Mas que Nada, pisatelja Jorgeja Bena.
Prvi album pri A&M je bil Herb Alpert Presents Sergio Mendes & Brasil '66, album, ki je postal platinast, predvsem na podlagi uspeha singla Mas que Nada (priredba Jorgeja Bena) in osebne podpore Alperta, s katerim je Mendes sodeloval gostoval.
Prvotna zasedba Brasil '66 je bila Mendes (klavir), vokalisti Lani Hall (pozneje Alpertova žena) in Sylvia Dulce Kleiner (Bibi Vogel) (1942 - 2004), Bob Matthews (1935 - 2022) (bas) , José Soares (tolkala) in João Palma (1943 - 2016) (bobni). John Pisano (1931 -) je igral kitaro. Ta nova zasedba je nato med letoma 1966 in 1968 posnela dva albuma (vključno z uspešnico Look Around LP), preden je prišlo do velike kadrovske spremembe za njihov četrti album Fool on the Hill.
Mendes je pogosto spreminjal postavo. Pevka Kleiner (Bibi Vogel) je zamenjala Janis Hansen, to pa Karen Philipp. Veteran bobnar Dom Um Romão je skupaj z Rubensom Bassinijem prevzel naloge tolkalca. Claudio Slon se je pridružil skupini kot bobnar leta 1969 in z Mendesom igral skoraj desetletje. Sebastião Neto je prevzel bas kitaro, Oscar Castro-Neves pa kitaro. Te spremembe so skupini dale bolj orkestralen zvok kot prej. V zgodnjih sedemdesetih letih je pevka Hall nadaljevala solo kariero in postala Alpertova druga žena. Nekateri zapisi trdijo, da je bil Mendes več let jezen na Alperta, ker je 'ukradel' Halla njegovi skupini.
Čeprav so njegovi zgodnji singli z Brasil '66 (predvsem Mas que Nada) dosegli nekaj uspeha, je Mendes resnično postal priljubljen, ko je aprila 1968 izvedel za oskarja nominirano The Look of Love na televizijski oddaji Oskarja. Različica pesmi se je hitro zavihtela med 10 najboljših in dosegla 4. mesto ter zasenčila različico Dustyja Springfielda iz zvočnega zapisa filma Casino Royale. Mendes je preostanek leta 1968 užival v zaporednih hitih med 10 in 20 najboljših s svojima naslednjima singloma The Fool on the Hill in Scarborough Fair. Od leta 1968 naprej je bil Mendes nedvomno največji brazilski zvezdnik na svetu in užival izjemno popularnost po vsem svetu, saj je nastopal na različnih prizoriščih, kot so stadionske arene in Bela hiša, kjer je koncertiral za predsednika Lyndona B. Johnsona in Richarda Nixona. Skupina Brasil '66 se je junija 1970 pojavila na svetovni razstavi Expo v Osaki na Japonskem.

### Srednja kariera
Mendesova kariera v ZDA je zastala sredi 1970-ih, vendar je ostal priljubljen v Južni Ameriki in na Japonskem. Njegova dva albuma z založbo Bell Records leta 1973 in 1974, ki jima je sledilo več albumov za Elektro od leta 1975 dalje, kot je Brasil '88, sta ugotovila, da Mendes nadaljuje z iskanjem najboljšega v ameriški pop glasbi in post-Bossa piscih njegove rodne Brazilije, medtem ko kuje nove smeri v soulu s sodelavci, kot je Stevie Wonder, ki je napisal Mendesovo manjšo uspešnico The Real Thing, nagnjeno k R&B.
Leta 1983 se je ponovno pridružil Alpertovi založbi A&M ter požel uspeh z istoimenskim albumom in številnimi nadaljnjimi albumi, ki so bili vsi deležni precejšnjega števila sodobnih predvajanj za odrasle s singli na lestvicah. Never Gonna Let You Go, ki vključuje vokale Joeja Pizzula in Leeze Miller, je izenačil uspeh njegovega singla The Look of Love iz leta 1968 in dosegel 4. mesto na lestvici Billboard Hot 100; štiri tedne je bil tudi na vrhu Billboardove lestvice sodobnega časa za odrasle. Leta 1984 je posnel album Confetti, ki je vseboval uspešnici Olympia, ki je bila uporabljena tudi kot tematska pesem za olimpijske igre tistega leta, in Alibis, ki je dosegel 5. mesto na A/C lestvici in 29. mesto. na lestvici Hot 100. V 1980-ih je Mendes ponovno sodeloval s pevko Lani Hall pri pesmi No Place to Hide z albuma Brasil '86 in kot producentka njenega vokala pri naslovni pesmi za film o Jamesu Bondu Never Say Never Again.
Do takrat, ko je Mendes leta 1992 izdal svoj z grammyjem nagrajeni album Elektra Brasileiro, je bil nesporen mojster brazilskega džeza, ki se nagiba k popu. Oživitev salonske glasbe v poznih 1990-ih je prinesla retrospekcijo in spoštovanje Mendesovega opusa, zlasti klasičnih albumov Brasil '66.

### Kasnejša kariera
Timeless vključuje široko paleto neo-soul in alternativnih hip hop gostujočih izvajalcev, vključno z Black Eyed Peas, Erykah Badu, Black Thought, Jill Scott, Chali 2na iz Jurassic 5, Indija. Arie, John Legend, Justin Timberlake, Q-Tip , Stevie Wonder in Pharoahe Monch. Izšla je 14. februarja 2006 pri založbi Concord Records.
Leta 2006 ponovno posneta različica "Mas que Nada z Black Eyed Peas je imela dodaten vokal Gracinhe Leporace (Mendesova žena); ta različica je vključena v Timeless. V Braziliji je pesem dobro znana tudi kot tematska pesem za Estrelas lokalnega televizijskega kanala Globo. Različica Black Eyed Peas vsebuje vzorec njihove uspešnice Hey Mama iz leta 2004. Ponovno posneta pesem je postala priljubljena na številnih evropskih lestvicah. Na britanski lestvici singlov se je pesem uvrstila na 29. mesto in dosegla vrh na 6. mesto drugi teden na lestvici.
Pojavi se s plesom v enem od segmentov Pharrella Williamsa 24 ur veselja.
Mendes je sodeloval kot koproducent pri albumih zvočnih posnetkov za dva animirana filma o svoji domovini: Rio iz leta 2011 in njegovo nadaljevanje iz leta 2014.